# Kalundborg
Kalundborg é um município da Dinamarca, localizado na região este, no condado de Vestsjaelland.
O município tem uma área de 130,20 km² e uma população de 16 319 habitantes, segundo o censo de 2013.

## Personalidades
- Sigrid Undset (1882-1949), prémio Nobel da Literatura de 1928